# Nuno de Celanova
Nuno Vasques de Celanova (1030 -?) foi um nobre e Cavaleiro medieval norte da Península Ibérica onde foi Senhor do Condado de Celanova, actual município da Espanha na província de Ourense, comunidade autónoma da Galiza. Indica-se que tenha sido alferes de Raimundo de Borgonha.

## Relações familiares
Foi filho de Vasco Afonso de Celanova, Conde de Celanova e de Gontrode Nunes, filha do conde portucalense Nuno Alvites. Casou com Sancha Gomes de Sousa, filha de D. Gomes Echigues e de Gontrode Moniz, de quem teve:
1. D. Sancho Nunes ou Sancho Nunes de Cellanova ou também Sancho Nunes de Barbosa (1070 -1130), Casou por duas vezes, a primeira com D. Sancha Henriques (1097 - 1163), infanta de Portugal, filha do Conde D. Henrique de Borgonha, conde de Portucale e de Teresa de Leão. O segundo casamento foi com D. Teresa Mendes, filha de Mem Nunes de Riba Douro, e de D. Urraca Mendes, senhora da Casa de Barbosa,
2. D. Gomes Nunes de Pombeiro (m. depois de 1141) casou antes de 1104 com Elvira Peres de Trava filha de Pedro Froilaz de Trava, conde de Trava e de Maior "Gontrodo" Rodrigues .
3. D. Afonso Nunes de Celanova